# باشگاه ورزشی وروارتس
باشگاه ورزشی وروارتس یک باشگاه فوتبال از پاراماریبو، سورینام است.
از زمان راه اندازی فوتبال حرفه‌ای در ۲۲ فوریه ۲۰۲۴، وروارتس در لیگ حرفه‌ای سورینام رقابت میکند.

## افتخارات
- لیگ دسته دوم سورینام: ۶ قهرمانی
- جام پرزیدنت سورینام: ۱ قهرمانی